# Лумедзане
Лумедза̀не (на италиански: Lumezzane, на източноломбардски: Lömedàne, Льомедане) е град и община в Северна Италия, провинция Бреша, регион Ломбардия. Разположено е на 420 m надморска височина. Населението на общината е 23 255 души (към 2013 г.).

## Спорт
Представителният футболен отбор на града се казва АК Лумедзане.